# Liste der Naturdenkmale in Bad Wildbad
| Naturdenkmale | Anzahl |
| ------------- | ------ |
| FND           | 3      |
| END           | 0      |
| Gesamt        | 3      |

Die Liste der Naturdenkmale in Bad Wildbad im Schwarzwald nennt die verordneten Naturdenkmale (ND) der im baden-württembergischen Landkreis Calw liegenden Gemeinde Bad Wildbad. In Bad Wildbad gibt es insgesamt drei als Naturdenkmal geschützte Objekte, alle sind flächenhafte Naturdenkmale (FND), keines ist ein Einzelgebilde-Naturdenkmal (END).
Stand: 31. Oktober 2016.

## Flächenhafte Naturdenkmale (FND)
| Name                     | Bild | Kennung     | Einzelheiten | Position | Fläche Hektar | Datum         |
| ------------------------ | ---- | ----------- | ------------ | -------- | ------------- | ------------- |
| Großer Wendenstein       | BW   | 82350790002 | Bad Wildbad  | ⊙        | 0,1           | 22. Okt. 1949 |
| Kleiner Wendenstein      | BW   | 82350790003 | Bad Wildbad  | ⊙        | 0,1           | 22. Okt. 1949 |
| Riesenstein              |      | 82350790001 | Bad Wildbad  | ⊙        | 0,1           | 22. Okt. 1949 |
| Legende für Naturdenkmal |      |             |              |          |               |               |